# رون أوبراين
رون أوبراين (بالإنجليزية: Ron O'Brien)‏ هو دي جيه أمريكي، ولد في 24 أكتوبر 1951، وتوفي في 27 أبريل 2008 بسبب ذات الرئة.